# 高橋わたる (歌手)
高橋 わたる（たかはし わたる、本名：髙橋 航大〈読み方同じ〉、2000年12月3日 - ）は、日本のアイドル、歌手。男性アイドルグループ・OCTPATHのメンバー。
埼玉県出身。吉本興業所属。

## 来歴
3歳からサッカーを始め、小学校時代はさいたま市の尾間木サッカースポーツ少年団に所属する。2012年にはナショナルトレセンU-12関東に選出された。中学時代は埼玉県代表として全国大会に2回出場。浦和学院高校サッカー部では背番号10を背負っていた。
高校卒業後、静岡県を拠点として芸能界を目指す青少年を育成するエンターテイメントアカデミー「リトルステップファクトリー」に在籍し、寮生活をしながらダンスや歌の基礎を学ぶ。
その後、BTSやTOMORROW X TOGETHERらが所属する韓国の芸能事務所「Big Hit Japan」（現：HYBE LABELS JAPAN）の審査に合格し、練習生として活動する。契約解除後は再びリトルステップファクトリーに戻り、レッスンを重ねた。
2021年4月8日から6月13日にかけ、GYAO!及びTBS系列で放送・配信されたサバイバルオーディション番組『PRODUCE 101 JAPAN SEASON2』に参加。第2回発表で脱落し、最終順位は30位だった。11月18日、同オーディション番組の元練習生8名で結成する新グループ「OCTPATH」のメンバーとして公表される。
2022年7月15日、体調不良のため療養に専念することが発表された。担当医師との相談を経て8月31日に活動再開が発表され、9月23日に開催されたグループ初のワンマンライブ「OCTPATH 1st LIVE -MY PATH-」で復帰を果たす。
2023年1月27日、ファンとの不適切な行動が認められたとして、所属事務所から一定期間の活動停止処分を下される。8月8日、グループメンバーとして活動を再開する準備に入り、9月から活動を再開することが発表された。9月2日、オンラインライブ「OCTPATH PERFORMANCE LIVE」で復帰を果たす。

## 人物
- メンバーカラーはピンク[13]。
- 趣味は映画を見ること、ショッピング。特技はサッカー、アクロバット、K-POPのダンスカバー[1]。
- 憧れの人物は亀梨和也、菊池風磨、V、ニックン[14]。
- グループでは衣装を担当し、メンバーの個性を引き出すファッションをスタイリストと話し合って決めている[15]。
- 端正な顔立ちから「カリスマ彫刻」とのキャッチフレーズを持ち[16][17]、唇に指を当てる仕草が決めポーズとなっている[18]。